# Матфриди
Матфридите (на немски: Matfriede) са една от най-старите европейски благороднически фамилии. Произходът им е доказан от 8 век. Първо са наричани Герхардини (на граф Герхард, прародител на фамилията) или Адалхарди (на Адалхард, сенешал на император Лудвиг Благочестиви); тук се отнася за графовете на Графство Париж и Графство Мец, които често имат бракови връзки с Каролингите.
От Матфридите произлизат в директна (мъжка) линия Дом Шатеноа, от средата на 18 век династията Хабсбург-Лотаринги.

## Структура
Към Матфридите принадлежат следните родове:
1. Матфриди
  1. Дом Шатеноа
    1. Дом Лотарингия
      1. Дом Хабсбург-Лотаринги
      2. Дом Гизи

## Списък на родословното дърво

### Матфриди от Орлéан
1. Матфрид I, * 795, † 836/837, граф на Орлеан
  1. Матфрид II, * 820, † сл. 882, граф в Айфелгау

### Герхардини/Адалхарди
1. Герхард I граф на Париж, † 779, ∞ Ротруд
  1. Бего I, * 755/760, † 28 октомври 816, граф на Тулуза, граф на Париж 811–816; ∞ I NN, ∞ II 806 Алпаис, * 794, † 23 юли 852, игуменка на Saint-Pierre-le-Bas в Реймс 816-852, извънбрачна дъщеря на Лудвиг Благочестиви (Каролинги)

### Графове на Мец
1. Адалхард II, * 840/845, † 889/890, граф на Мец; ∞ NN дъщеря или племенница на Матфрид II, граф в Айфелгау
  1. Герхард I, * 870, X 22 юни 910, граф в Мецгау; ∞ 900 Ода, * 875/80, † 2 юли сл. 952, дъщеря на херцог Ото I, вдовица на крал Цвентиболд (* 870/871,† 13 август 900) (Лиудолфинги)

### Връзка с Дом Шатеноа
1. Герхард II, * 925/935, 963 граф на Мец
2. Матфрид, 960 доказан
  1. Рихард, * 950, † 986, граф на Мец 965-986
    1. Аделхайд от Метц, * 970, † 19 май (или 7 септември) 1046 в манастир Еринген; ∞ I 985 Хайнрих „от Вормс“ (Салии), * 970, † 28 март сл. 28 септември 998/пр. 1000, граф на Вормс; ∞ II Херман граф в Бретахгау
      1. (I) Юдит, † 998
      2. (I) Конрад II (Свещена Римска империя), * 12 юли 990, † 4 юни 1039,
      3. (II) Герхард III от Хоенлое, * 1002, † 2 декември 1060, епископ на Регенсбург 1036-1060